# Diazanus coriipennis
Diazanus coriipennis är en insektsart som beskrevs av Hesse 1925. Diazanus coriipennis ingår i släktet Diazanus och familjen Nogodinidae. Inga underarter finns listade i Catalogue of Life.